# اتفاقية تفتيش العمل 1947
اتفاقية تفتيش العمل 1947 هي اتفاقية منظمة العمل الدولية.
تم تأسيسها في عام 1947 مع ديباجة تفيد:

## التصديق
اعتبارا من عام 2014 صدقت 145 من دول منظمة العمل الدولية من أصل 185 على الاتفاقية.